# フランシス・ピルキントン
フランシス・ピルキントン（Francis Pilkington, 1565年頃 - 1638年 チェスター）は、16世紀末から17世紀前半にかけてイングランドでリュート奏者や声楽家として活躍した音楽家。リュート歌曲の作曲家として知られる。
1595年に音楽学士の学位を得てオックスフォード大学を卒業。1602年にチェスター大聖堂の聖歌隊員となり、その後も同聖堂に奉職。1612年に聖堂準参次会員となり、1614年に聖職者に叙階され、1623年より教会楽長に任命された。
聖職者でありながらも、ほとんど世俗歌曲の作曲家として名を遺しており、「おやすみ愛しい妖精たち Rest, Sweet Nymphs」などのリュート歌曲のほか、エアーやマドリガルを作曲した。